# Arquidiócesis de Toamasina
La arquidiócesis de Toamasina (en latín: Archidioecesis Toamasinen(sis) y en francés: Archidiocèse de Toamasina) es una circunscripción eclesiástica latina de la Iglesia católica en Madagascar, sede metropolitana de la provincia eclesiástica de Toamasina. La arquidiócesis tiene al arzobispo cardenal Désiré Tsarahazana como su ordinario desde el 24 de noviembre de 2008.

## Territorio y organización
La arquidiócesis tiene 23 690 km² y extiende su jurisdicción sobre los fieles católicos de rito latino residentes en la región de Atsinanana.
La sede de la arquidiócesis se encuentra en la ciudad de Toamasina, en donde se halla la Catedral de San José.
En 2020 en la arquidiócesis existían 25 parroquias.
La arquidiócesis tiene como sufragáneas a las diócesis de: Ambatondrazaka, Fenoarivo Atsinanana y Moramanga.

## Historia
La prefectura apostólica de Vatomandry fue erigida el 18 de junio de 1935 con la bula Inter graviores del papa Pío XI, obteniendo el territorio de los vicariatos apostólicos de Fianarantsoa (hoy arquidiócesis de Fianarantsoa) y de Tananarive (hoy arquidiócesis de Antananarivo).
El 25 de mayo de 1939, como consecuencia de la bula Ut e sacris del papa Pío XII, la prefectura apostólica fue elevada a vicariato apostólico y tomó el nombre de vicariato apostólico de Tamatave (nombre colonial de la actual Toamasina).
El 14 de septiembre de 1955 el vicariato apostólico fue elevado a diócesis con la bula Dum tantis del papa Pío XII. Originalmente era sufragánea de la arquidiócesis de Tananarive (hoy arquidiócesis de Antananarivo).
El 8 de septiembre de 1957, con la carta apostólica Ex quo, el papa Pío XII proclamó a san José como patrono principal de la diócesis.
El 9 de abril de 1968 cedió una parte de su territorio para la erección de la diócesis de Mananjary mediante la bula Perpetua florere del papa Pablo VI.
El 21 de junio de 1974, por decreto Quo facilius de la Congregación para la Evangelización de los Pueblos, pasó a formar parte de la provincia eclesiástica de la arquidiócesis de Antsiranana.
El 31 de enero de 1990 asumió el nombre de diócesis de Toamasina.
El 26 de febrero de 2010 fue elevada al rango de arquidiócesis metropolitana con la bula Spiritali progressioni del papa Benedicto XVI.

## Estadísticas
De acuerdo al Anuario Pontificio 2021 la arquidiócesis tenía a fines de 2020 un total de 503 669 fieles bautizados.
| Año                                                                             | Población            | Población | Población      | Sacerdotes | Sacerdotes    | Sacerdotes    | Bautizados por sacerdote | Diáconos permanentes | Religiosos | Religiosos | Parroquias |
| Año                                                                             | Bautizados católicos | Total     | % de católicos | Total      | Clero secular | Clero regular | Bautizados por sacerdote | Diáconos permanentes | Varones    | Mujeres    | Parroquias |
| ------------------------------------------------------------------------------- | -------------------- | --------- | -------------- | ---------- | ------------- | ------------- | ------------------------ | -------------------- | ---------- | ---------- | ---------- |
| 1950                                                                            | 41 849               | 371 500   | 11.3           | 36         |               | 36            | 1162                     |                      | 62         | 37         | 2          |
| 1970                                                                            | 74 009               | 480 169   | 15.4           | 55         | 4             | 51            | 1345                     |                      | 59         | 65         | 6          |
| 1980                                                                            | 88 237               | 565 000   | 15.6           | 39         | 7             | 32            | 2262                     |                      | 53         | 41         | 7          |
| 1990                                                                            | 84 240               | 622 517   | 13.5           | 43         | 8             | 35            | 1959                     |                      | 55         | 87         | 14         |
| 1999                                                                            | 299 000              | 1 300 000 | 23.0           | 29         | 5             | 24            | 10 310                   |                      | 44         | 57         | 22         |
| 2000                                                                            | 304 980              | 1 326 000 | 23.0           | 41         | 9             | 32            | 7438                     |                      | 42         | 57         | 22         |
| 2001                                                                            | 450 000              | 1 620 000 | 27.8           | 54         | 13            | 41            | 8333                     |                      | 63         | 57         | 23         |
| 2002                                                                            | 500 000              | 1 730 000 | 28.9           | 40         | 14            | 26            | 12 500                   |                      | 50         | 60         | 20         |
| 2003                                                                            | 520 000              | 1 740 000 | 29.9           | 53         | 14            | 39            | 9811                     |                      | 60         | 59         | 23         |
| 2004                                                                            | 600 000              | 1 800 000 | 33.3           | 46         | 14            | 32            | 13 043                   |                      | 65         | 60         | 23         |
| 2010                                                                            | 616 984              | 1 973 089 | 31.3           | 47         | 20            | 27            | 13 127                   |                      | 68         | 92         | 19         |
| 2014                                                                            | 620 022              | 1 992 866 | 31.1           | 59         | 22            | 37            | 10 508                   |                      | 82         | 103        | 21         |
| 2017                                                                            | 619 625              | 1 989 105 | 31.2           | 65         | 27            | 38            | 9532                     |                      | 93         | 123        | 21         |
| 2020                                                                            | 503 669              | 1 526 270 | 33.0           | 65         | 29            | 36            | 7748                     |                      | 88         | 116        | 25         |
| Fuente: Catholic-Hierarchy, que a su vez toma los datos del Anuario Pontificio. |                      |           |                |            |               |               |                          |                      |            |            |            |

## Episcopologio
- Alain-Sébastien Le Breton, S.M.M. † (8 de octubre de 1935-15 de marzo de 1957 renunció[9])
- Jules-Joseph Puset, P.S.S. † (14 de noviembre de 1957-25 de marzo de 1972 renunció)
- Jérôme Razafindrazaka † (25 de marzo de 1972-15 de mayo de 1989 retirado)
- René Joseph Rakotondrabé † (15 de mayo de 1989-24 de noviembre de 2008 retirado)
- Désiré Tsarahazana, desde el 24 de noviembre de 2008